# Arabisk pop
Arabisk pop eller arabisk popmusik är en subgenre av popmusik och arabisk musik.